# Пасионада
„Пасионада“ (на английски: Passionada) е романтична комедия от 2002 г. на режисьора Дан Айърланд, по сценарий на Джим и Стив Джерманок, с участието на София Милош и Джейсън Айзакс.

## В България
На 13 юни 2009 г. филмът е излъчен по Нова телевизия с български дублаж за телевизията. Екипът се състои от:
| Преводач            | Любен Марковски                                                     |
| Тонрежисьор         | Михаил Михайлов                                                     |
| Режисьор на дублажа | Венета Маринова                                                     |
| Озвучаващи артисти  | Татяна Захова Мариана Жикич Милена Живкова Борис Чернев Васил Бинев |